# Осада Асторги (1812)
Осада Асторги произошла между 29 июня и 19 августа 1812 года в Асторге, Леон, Кастилия-Леон, Испания, во время Пиренейской войны. 29 июня испанские войска генерал-лейтенанта Франсиско Гомеса де Терана и Негрета, маркиза Портаго, осадили Асторгу. Осада была частью наступления союзников летом 1812 года. VI армия Испании во главе с генералом Хосе Мария Сантосильдесом по приказу генерала Франсиско Кастаньоса приняла меры, необходимые для завоевания Асторги. 18 августа, после жёсткого сопротивления, французский гарнизон сдался испанцам. Во время осады часть испанских войск ушли к Саламанке, чтобы присоединиться к армии союзников Артура Уэлсли, под непосредственным командованием генерала Сантосильдеса, и участвовали в захвате Тордесильяса, блокаде Торо и Саморы и захвате Вальядолида.